# Pharsalia variegata
Pharsalia variegata là một loài bọ cánh cứng trong họ Cerambycidae.